# Fancia Grün
Fancia Grün, geb. Glück (22. August 1904 in Stryj, Galizien – 3. März 1945 in Theresienstadt) war eine Widerstandskämpferin gegen den Nationalsozialismus. Sie gehörte der Widerstandsgruppe „Gemeinschaft für Frieden und Aufbau“ an.

## Leben

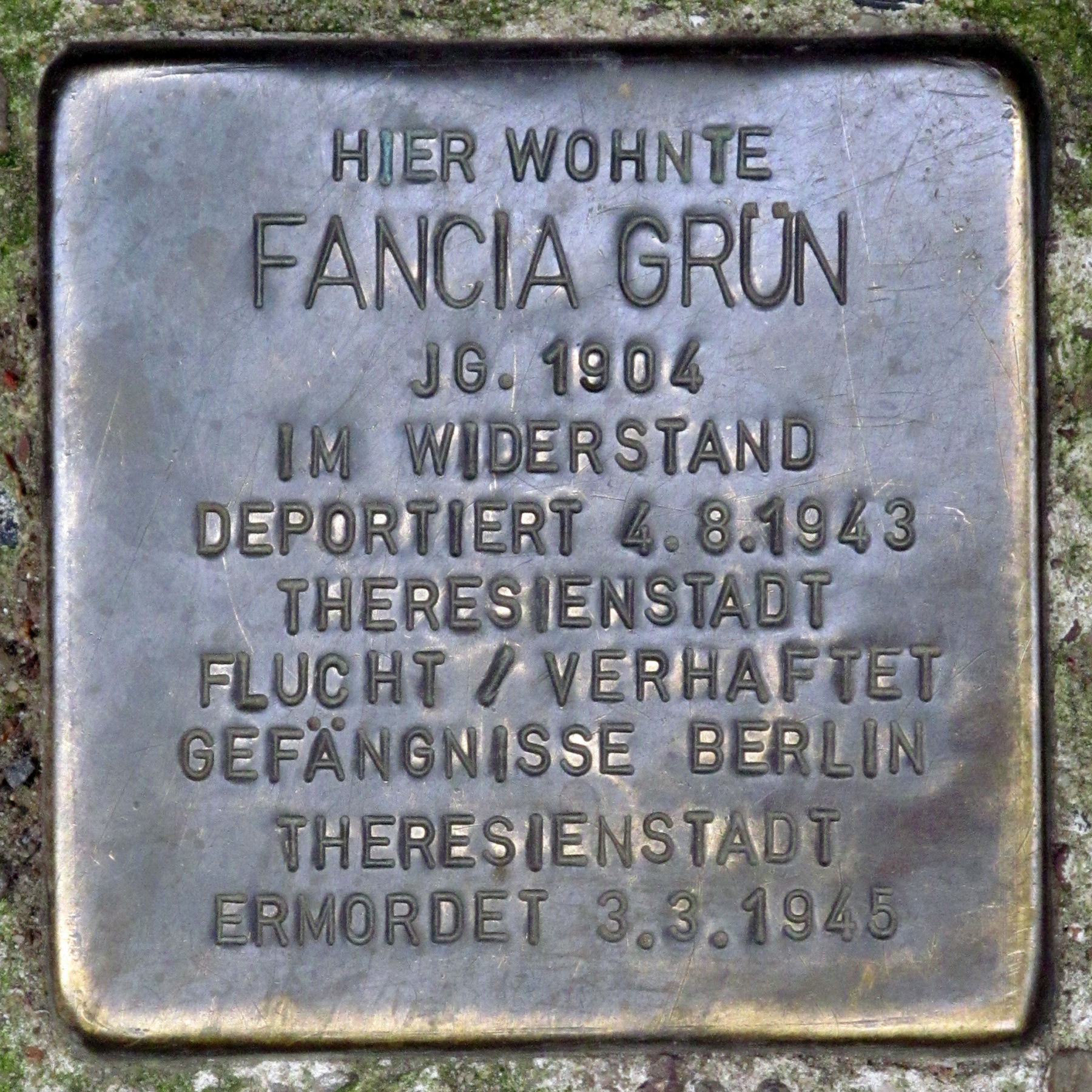
Stolperstein in Berlin-Prenzlauer Berg

Am 22. August wurde Fancia Glück in Galizien geboren. Ab 1911 lebte sie mit ihrer Familie in Berlin, wo Fancia die Volks- und Handelsschule besuchte. Nach zehnjähriger Ehe mit dem Kaufmann Gerhard Grün wurde sie 1938 geschieden, aber die beiden hatten weiterhin Kontakt. Ab 1938 arbeitete Fancia Grün als Sekretärin bei der Meldestelle der Jüdischen Gemeinde Berlin, wo sie auch Deportationslisten schrieb. Fancia Grün und ihr Freund Werner Scharff waren somit über das Geschehen in der Jüdischen Gemeinde informiert. Ihr ehemaliger Mann Gerhard Grün und seine neue Frau Ilse, mit der er seit 1942 verheiratet war, tauchten Anfang 1943 unter, während Werner und Gertrud Scharff sowie Fancia Grün erst später, im Jahr 1943, ebenso in den Untergrund gingen. 
Fancia Grün war mit Johanna Schallschmidt, Edith Berlow und anderen Helfern in Verbindung. 
Werner Scharff und Fancia Grün wurden 1943 festgenommen und am 4. August 1943 in das Ghetto Theresienstadt deportiert, von wo ihnen am 7. September 1943 zusammen mit Abraham Niegho die Flucht gelang. 
Ende September 1943 lernte Werner Scharff in Luckenwalde Hans Winkler kennen. Beide Männer verfolgen das gemeinsame Ziel, Juden zu verstecken und mit Flugblättern gegen den Krieg aufzurufen.
Mit weiteren Freunden in Berlin entstand die Widerstandsgruppe „Gemeinschaft für Frieden und Aufbau“, der etwa 20 Personen angehörten.
Fancia Grün war in alle Widerstandsaktivitäten Werner Scharffs eingebunden. 
Werner Scharff wurde am 14. Oktober 1944 in Prieros und Fancia Grün sechs Tage später vor dem Rathaus Treptow festgenommen. Beide wurden zunächst im Gefängnis am Alexanderplatz festgehalten. Fancia Grün wurde 1945 in das Lager Schulstraße und danach erneut in das Ghetto Theresienstadt deportiert. Am 3. März 1945 wurde Fancia Grün in der Kleinen Festung Theresienstadt erschossen.
2011 wurde zum Gedenken an Fancia Grün ein Stolperstein vor ihrer Wohnung in der Kollwitzstraße 48 in Berlin-Prenzlauer Berg verlegt.